# Escuela paulista

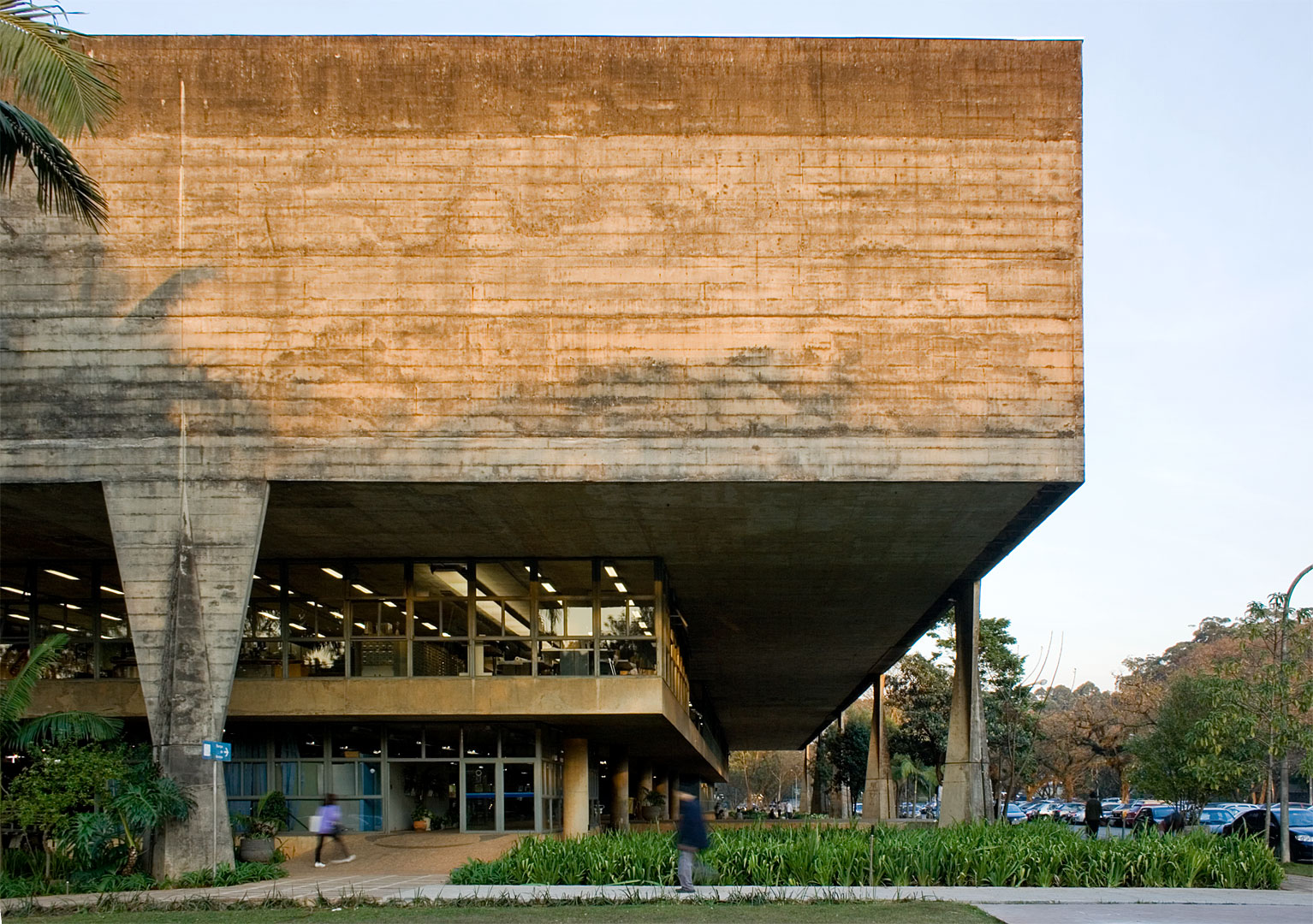
Uno de los principales ejemplos da la escuela paulista, la Facultad de Arquitectura y Urbanismo de la Universidad de São Paulo, proyetada por Vilanova Artigas y Carlos Cascaldi.

Escuela paulista o brutalismo paulista (en portugués, escola paulista) son términos utilizados para identificar la arquitectura producida por un grupo de arquitectos de São Paulo liderado por Vilanova Artigas. El grupo pertenece a la corriente de la arquitectura brutalista y se distingue por su énfasis en la técnica constructiva, la valorización de la estructura y la adopción del hormigón armado visto.
Este tipo de arquitectura es relativamente común en la región central de São Paulo y su gran colaborador fue el arquitecto João Batista Vilanova Artigas. Uno de los ejemplos más recordados son los edificios de la FAU (Facultad de Arquitectura y Urbanismo de la USP) y el Edificio São Vito, que fue demolido. Gran parte de la colección brutalista desapareció debido al desempeño del mercado inmobiliario, ya que esta arquitectura no cayó en el gusto de los consumidores. Aun así, es posible apreciar este tipo de arquitectura en varios lugares de la ciudad, entre ellos las estaciones del metro, especialmente las construidas en los años 70 y 80. Algunas de ellas, como la Estación Armênia, ganaron premios de arquitectura en la época. Otros ejemplos son la Iglesia São Bonifácio, proyectada por Hans Broos, el condominio empresarial Central Park Ibirapuera, en la Rua Estela, el edificio MASP en la Avenida Paulista, la residencia del arquitecto Paulo Mendes da Rocha, en la Rua R. Eng. João de Ulhoa Cintra, en Butantã, el Tribunal de Cuentas del Municipio de São Paulo, en la Avenida Profesor Ascendino Reis, en Vila Clementino, y el Estadio Morumbi, además de la Casa Brutalista, de la década de 1970, proyectada por Ruy Ohtake.